# Дервент (Солун)
Дервент (на гръцки: Δερβένι, на турски: Dervent, в превод Проход) е проход в Солунско, Егейска Македония, Северна Гърция.

## Описание
Проходът е разположен североизточно от Солун, между ниските планини Балджа на северозапад и Хортач на югоизток. През прохода минава магистралният път Егнатия Одос от Солунско за Сярско.
В прохода археолози разкопават некропола на античния мигдонски град Лете. На мястото са открити ценни археологически находки, включително Дервентския папирус и Дервентския кратер.